# Henry Hugh Clifford
Sir Henry Hugh Clifford (12. september 1826–12. april 1883) var en britisk generalmajor. Han fungerede også for en tid som guvernør i Kapkolonien.
Løjtnant Clifford ledede et angreb i Krimkrigen under slaget ved Inkerman den 5. november 1854. Han fik senere Victoria Cross for sine handlinger den dag.